# Ivica Vastić
Ivica Vastić (Split, 29 september 1969) is een voormalig Oostenrijks voetballer en huidig voetbalcoach van Kroatische komaf.

## Clubcarrière
Vastić begon zijn loopbaan in Kroatië maar speelde, op twee korte periodes in Duitsland en Japan na, bijna zijn hele loopbaan in Oostenrijk. Hij werd tweemaal Oostenrijks kampioen en won ook tweemaal de Oostenrijkse beker. Als spits werd hij tweemaal Oostenrijks topscorer en werd hij viermaal tot Oostenrijks voetballer van het jaar verkozen.

## Interlandcarrière
Hij speelde sinds 1996 in totaal vijftig interlands voor Oostenrijk, onder andere op het Wereldkampioenschap voetbal in 1998 en het Europees kampioenschap in 2008. In totaal scoorde hij veertien keer voor de nationale ploeg.
Op 12 juni 2008 werd Vastić de oudste speler ooit die op een EK scoorde. Hij scoorde vanaf de strafschopstip tegen Polen. Vastić was op het moment 38 jaar en 257 dagen oud.